# タイム・フォー・ヒーローズ
タイム・フォー・ヒーローズ (Time for Heroes) は、ザ・リバティーンズが2003年1月13日にリリースした3rdシングル。デビューアルバム『リバティーンズ宣言』に収録されている。ギター・ボーカルであるピート・ドハーティの経験と、2001年ロンドンで起こったメーデーの暴動に対する、警察の残忍行為に基づいて書かれている。
ザ・リバティーンズ解散後にピート・ドハーティが結成したベイビーシャンブルズのギグでも演奏されることが多い。NMEの「the best 50 songs of the current decade」で2位に選ばれるなど、広くから賞賛を受けている。
「タイム・フォー・ヒーローズ」のPV撮影はマドリードで行われ、マドリードの地下鉄とコロンの広場でのシーンが使用された。
2007年5月、NMEの「グレイテスト・インディー・アンセムズ・エヴァー 50」で6位に選ばれた。
「サリー・ブラウン」は伝統的なフォーク・ソングであり、ここではラビ・ジョン・コナー (Rabbi John Connor) が歌っている。
グレアム・コクソンがこの曲をカバーしている。
「タイム・フォー・ヒーローズ」は、映画『アメリカン・パイ3 ウエディング大作戦』に使用された。

## 収録曲

### CDS 1
1. タイム・フォー・ヒーローズ - Time for Heroes
2. ジェネラル・スマッツ（デモ）- General Smuts (Demo)
3. バンコック （デモ） - Bangkok (Demo)

### CDS 2
1. タイム・フォー・ヒーローズ - Time for Heroes
2. ミスター・フィネガン （デモ） - Mr. Finnegan (Demo)
3. サリー・ブラウン（デモ） - Sally Brown (Demo)

### 7"
1. タイム・フォー・ヒーローズ - Time for Heroes
2. 7・デッドリー・シンズ（デモ） - 7 Deadly Sins (Demo)